# A. Gary Klesch
A. Gary Klesch (* 1947 in Cleveland, Ohio) ist ein US-amerikanischer Unternehmer, welcher 1990 die Klesch Group gegründet hat.

## Leben
A. Gary Klesch wuchs, aufgrund des Todes seiner Mutter, bei seinem Vater, einem professionellen Boxer, auf. Er studierte Politikwissenschaft an der John Carroll University, einer privaten Universität des Jesuitenordens, in University Heights bei Cleveland, Ohio.

## Karriere

### Paine Webber (1968)
Seinen ersten Job begann Klesch bei PaineWebber & Co. als Verantwortlicher für Margen. PaineWebber & Co. war eine US-amerikanische Investmentbank und Börsenmaklerfirma, die im Jahr 2000 von der Schweizer Bank UBS übernommen wurde.

### McDonald & Company (1969–1975)
1969, im Alter von 22 Jahren, trat Klesch als angestellter Anwalt, sogenannter Associate in die McDonald & Company, damals eine der größten regionalen Investmentbanken mit Sitz in Cleveland, Ohio, ein. In einem Interview mit dem Gründer Bertram McDonald wurde Klesch gesagt, dass er in 15 bis 20 Jahren Partner sein würde, wenn er hart arbeitete. Nachdem er das Interview verlassen hatte, war seine unmittelbare Reaktion: „Auf keinen Fall, auf keinen Fall werde ich so lange warten“ und tauchte in seine Arbeit in der Konsortialabteilung ein. Zwei Jahre später, im Alter von 24 Jahren, wurde Klesch der jüngste Partner von McDonald & Company.

### United States Department of the Treasury (1975–1978)
Bill Simon, der gerade unter Präsident Gerald Ford zum Finanzminister ernannt worden war, wurde dann auf Klesch aufmerksam. 1975, im Alter von 28 Jahren, wurde Klesch zum Direktor für Kapitalmarktpolitik ernannt. In dieser Funktion trug er zur Entwicklung eines neuen Modells der Finanzregulierung bei und wurde damit zum Verantwortlichen für die Wall Street in Washington, D.C. Zu Kleschs Aufgabenbereich gehörte die Entwicklung der Gesetzgebung, die die Deregulierung der Wertpapier- und Finanzdienstleistung in den USA in Gang setzte und schließlich zum „Big Bang“ der Wall Street führte. Während dieser Zeit reiste er auch nach Europa, Japan und in den Nahen Osten, um über Kapitalmärkte und Deregulierung zu sprechen. Während seiner Zeit im Finanzministerium war Klesch auch der Vertreter der Ford-Administration bei Verhandlungen über Kredite und Garantien der US-Regierung an verschiedene finanziell angeschlagene Unternehmen, darunter Lockheed und New York City. Er war auch als Vertreter der US-Regierung im Board of Directors der United States Railway Association tätig, wo er eine wichtige Rolle bei den Verhandlungen und der Reorganisation von angeschlagenen Eisenbahnunternehmen spielte, insbesondere der Penn Central Corporation, die Anfang der 1970er Jahre zusammenbrach und damals die größte Insolvenz der Welt war. Darüber hinaus war er verantwortlich für die Suche nach privater Finanzierung für das Space Shuttle.

### Smith Barney Harris Upham & International (1978–1980)
1978, nach zweieinhalb Jahren in Washington, D.C., nahm Klesch ein Sabbatical in Anspruch und trat dann in die Geschäftsleitung von Smith Barney Harris Upham & International, dem Wertpapierhaus der Wall Street, in Paris ein. Er wurde als Direktor für die Entwicklung des Nahen Ostens verantwortlich gemacht.

### Dean Witter Reynolds Overseas Ltd (1980–1982)
1980 wurde er zum Präsidenten der Maklerfirma Dean Witter Reynolds Overseas Ltd. in London ernannt, wo er für alle internationalen Aktivitäten der Unternehmen verantwortlich war. Unter seiner Präsidentschaft wuchs das Unternehmen von 10 Mitarbeitern auf über 200 und stieg in den Eurobond-Ranglisten stetig an. 1982 gewann Klesch die Auszeichnung als bester Syndikatsmanager des Eurobond. Die Etablierung von Dean Witter Overseas hatte Klesch das nötige Vertrauen gegeben, und zwei Jahre nach seinem Eintritt entschied sich Klesch, sich zu verabschieden, um seine eigene Investmentgesellschaft zu gründen.

### Quadrex Holdings (1983–1990)
1983 gründete Klesch die Quadrex Holdings, das auf den Euromärkten begann, sich aber bald auf Akquisitionsfinanzierungen, Leverage-Buyouts und Umstrukturierungen konzentrierte. Das Unternehmen war sowohl in London als auch in New York City tätig. Klesch kommentierte ein Jahr später als Vorsitzender: „Wir sind sehr zufrieden mit unseren Leistungen im ersten Betriebsjahr. Wir hatten das große Glück, sowohl Kunden als auch Mitarbeiter zu gewinnen, die die Bedeutung einer innovativen Kundenbetreuung an den internationalen Kapitalmärkten schätzen und uns geholfen haben, einen guten Ruf bei der Erfüllung dieser Bedürfnisse aufzubauen“. Das Unternehmen wies ein Nettovermögen von £5,3 Millionen aus, das mit einem Aktienkapital von £4 Millionen betrieben wurde.

### Klesch Group (1990–)
1990 gründete Klesch die Klesch & Company Limited, die sich auf Distressed- und Turnaround-Anlagen spezialisiert hat. Klesch & Company Limited war in den letzten zehn Jahren an einer Reihe von bedeutenden Deals beteiligt und ist heute ein globales Industrierohstoffgeschäft mit drei Divisionen, die sich auf die Produktion und den Handel mit Chemikalien, Metallen und Öl spezialisiert haben. Das Unternehmen beschäftigt mehr als 4500 Mitarbeiter an 40 Standorten in über 16 Ländern. Der Umsatz liegt bei über 5 Milliarden Dollar.

## Unternehmensaktivitäten
- 1993: Übernahme des niederländischen LKW-Herstellers DAF
- 1996: Übernahme des schottischen Buchhändlers TC Farries
- 1998: Übernahme der britischen Dessouskette Knickerbox und der französischen Schuhmacherin Myrys
- 2009: Übernahme des Stahlwerks Delfzijl in den Niederlanden
- 2010: Übernahme der Raffinerie Heide in Hemmingstedt, Deutschland von der Royal Dutch Shell
- Juli 2012: Übernahme von Kem One, den zweitgrößten Hersteller von PVC in Europa, von dem französischen Unternehmen Arkema
- Februar 2013: Übernahme der Groupe Leali, eines italienischen Stahlproduzenten

## Kritik
Gewerkschaften und europäische Lokalpolitiker fürchten das Schlimmste von Klesch, wie das Beispiel der Gewerkschaften im sardischen Werk von Alcoa zeigt, deren Mitarbeiter gegen eine mögliche Übernahme durch Klesch & Company Limited protestierten. Dies ist auf seinen Ruf als „Geier-Kapitalist“ zurückzuführen, der in der Presse vermittelt wurde, sowie auf den Abschluss mehrerer Übernahmen von Klesch, für die sich der Unternehmer anschickte, die Tätigkeit zu verstärken, wie am Beispiel des Unternehmens Kem One.
Im Jahr 2012 kaufte Klesch & Company Limited den Geschäftsbereich Vinyl von Arkema für einen symbolischen Euro, den er später in „Kem One S.A.“ umbenannte. Klesch behauptete, dass die Rohstoffindustrie einer vielversprechenden Zukunft gegenübersteht und sagte, dass die Klesch & Company Limited über das Know-how verfüge, um die Effizienz von industriellen Prozessen und den Handel mit Einrichtungen zu verbessern. Im Rahmen der Transaktion übernahm Arkema den Verlust von 587 Millionen Euro von der Bank und bot eine Geldmenge von 100 Millionen Euro an, um die Aktivität zu stimulieren. 8 Monate später wurde das Unternehmen für zahlungsunfähig erklärt und bedrohte mehr als 1300 Arbeitsplätze. Französische Gewerkschaften vermuten, dass er Arkema-Geld in seine in Jersey, Malta oder auf den Bermudas registrierten Finanzanlagen investiert hat.

## Vermögen
Auf der Top 1000 Reichenliste UK von 2017 wird sein Vermögen mit 594 Mio. Euro (£ 526 Mio.) angegeben.